# Petar Mamić
Petar Mamić (* 6. März 1996 in Zagreb) ist ein kroatischer Fußballspieler. Seit 2024 spielt er für CFR Cluj in der Liga I, der höchsten rumänischer Spielklasse.

## Karriere

### Vereine
Mamić begann seine Karriere in seiner Heimatstadt bei Dinamo Zagreb, wo er im Februar 2014 in der 1. HNL debütierte. Anschließend kam er jedoch nur noch in der Reservemannschaft Zagrebs zum Einsatz und wurde im Januar 2015 bis zum Saisonende an den Stadtrivalen Lokomotiva Zagreb verliehen. Zur Saison 2015/16 kehrte er zu Dinamo zurück, trat dort jedoch weiterhin nur für die zweite Mannschaft in Erscheinung. Im Februar 2017 wechselte er zu Frosinone Calcio, für den italienischen Zweitligisten kam er bis Saisonende jedoch zu keinem Pflichtspieleinsatz. 
Im Sommer 2017 ging er zurück nach Kroatien und unterschrieb einen Vertrag bei Inter Zaprešić. Dort war Mamić ein Jahr aktiv und wechselte anschließend innerhalb der 1. HNL zum HNK Rijeka. Dieser verlieh den Abwehrspieler in der Winterpause der Saison 2019/20 an NK Varaždin. Nach dem Ende der Leihe im Sommer 2020 wechselte Mamić nach Polen zum Erstligisten Raków Częstochowa. Nachdem er für diesen bis zur Winterpause zu keinem Pflichtspieleinsatz gekommen war, zog er weiter zum Ligarivalen Podbeskidzie Bielsko-Biała, für den er bis zum Ende der Spielzeit 2020/21 zwölf Mal in der Liga eingesetzt wurde. Im Sommer 2021 unterschrieb Mamić in seiner Heimat beim Erstligisten NK Hrvatski dragovoljac. Auch hier blieb er jedoch nur eine halbe Saison, ehe er zur Saison 2022 zum amtierenden litauischen Meister FK Žalgiris Vilnius wechselte.

### Nationalmannschaft
Zwischen 2010 und 2018 spielte Mamić insgesamt 50 Mal für diverse kroatische Jugendnationalmannschaften und konnte dabei sechs Treffer erzielen. Mit der U-17-Auswahl nahm er 2013 an der Welt- sowie der Europameisterschaft teil, bei beiden Turnieren schied er mit seiner Mannschaft jedoch bereits in der Gruppenphase aus.

## Erfolge
- Kroatischer Meister: 2014
- Kroatischer Pokalsieger: 2016, 2019, 2020
- Litauischer Meister: 2022
- Litauischer Pokalsieger: 2022